# Mannersdorf an der Rabnitz
Mannersdorf an der Rabnitz is een gemeente in de Oostenrijkse deelstaat Burgenland, gelegen in het district Oberpullendorf (OP). De gemeente heeft ongeveer 1900 inwoners.

## Geografie
Mannersdorf an der Rabnitz heeft een oppervlakte van 38,4 km². Het ligt in het uiterste oosten van het land.
Kadastrale gemeenten zijn Klostermarienberg, Mannersdorf an der Rabnitz, Rattersdorf-Liebing en Unterloisdorf.

## Geboren in Mannersdorf an der Rabnitz
- Theodor Kery (1918-2010), politicus

Deutschkreutz · Draßmarkt · Frankenau-Unterpullendorf · Großwarasdorf · Horitschon · Kaisersdorf · Kobersdorf · Lackenbach · Lackendorf · Lockenhaus · Lutzmannsburg · Mannersdorf an der Rabnitz · Markt Sankt Martin · Neckenmarkt · Neutal · Nikitsch · Oberloisdorf · Oberpullendorf · Pilgersdorf · Piringsdorf · Raiding · Ritzing · Steinberg-Dörfl · Stoob · Unterfrauenhaid · Unterrabnitz-Schwendgraben · Weingraben · Weppersdorf
- Gemeinsame Normdatei: 4799811-8
- MusicBrainz: 701b95fa-f0e2-4bfc-b5aa-1ed3efd1b6f1
- Nationale Bibliotheek van Tsjechië: ge766967
- Virtual International Authority File: 234355382